# The Cakemaker
The Cakemaker (deutsch: Der Kuchenmacher, Original: hebräisch האופה מברלין, ha’ofeh miberlin, deutsch: Der Konditor aus Berlin) ist ein israelisch-deutsches Filmdrama aus dem Jahr 2017. Der Film ist das Regiedebüt von Ofir Raul Graizer und ist der israelische Bewerber für den Oscar für den besten fremdsprachigen Film des Jahres 2019.

## Handlung
Thomas ist ein Bäcker, der in einer kleinen Konditorei in Berlin arbeitet. Oren, ein israelischer Geschäftsreisender, der sich regelmäßig in Berlin aufhält, betritt die Konditorei, und die beiden verlieben sich ineinander. Oren lebt in Jerusalem, ist verheiratet und hat einen sechsjährigen Sohn. Oren und Thomas treffen sich jeden Monat in Berlin und verbringen ein paar Tage zusammen. Nach einem Jahr stirbt Oren in Jerusalem bei einem Autounfall. Daraufhin fährt Thomas nach Jerusalem und lässt sich von Orens Witwe Anat in ihrem Cafe als Küchenhilfe anstellen.